# アムステルダム、ウェステルケルクの眺め
『アムステルダム、ウェステルケルクの眺め』（アムステルダム、ウェステルケルクのながめ、蘭: Gezicht op Amsterdam met de Westerkerk、英: View of the Westerkerk, Amsterdam）は、17世紀のオランダ絵画黄金時代の画家ヤン・ファン・デル・ヘイデンが1660年ごろ、オーク板上に油彩で制作した絵画である。画家の署名と制作年が記されている。ヤン・ファン・デル・ヘイデンの作品としては例外的な大きさで、同様の構図の彼の通常の作品の3倍ほどもある。1990年に購入されて以来、ロンドンのナショナル・ギャラリーに所蔵されている。

## 作品

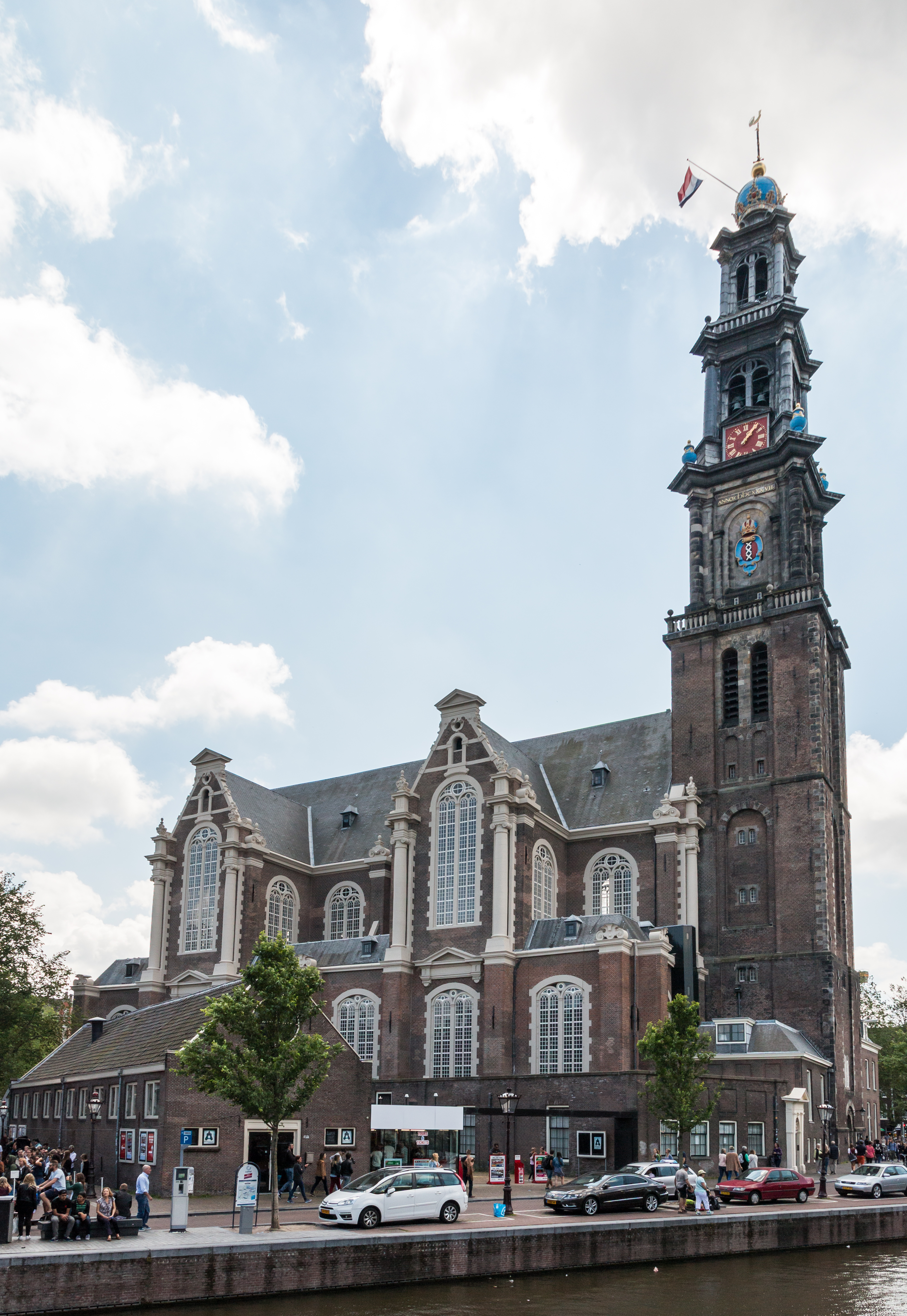
2015年現在のウェステルケルク、アムステルダム

ヤン・ファン・デル・ヘイデンは、オランダで新たに発達した都市景観画の専門家として多くの作品を描いた。しかし、生前にはむしろ発明家として知られ、アムステルダム市内の街路の照明を計画し、ポンプで放水するホースを備えた消防車の第1号で特許をとっている。
この絵画は、中央にアムステルダムのウェステルケルク (「西教会」の意味) を描いている。本来カトリックの礼拝用であったオランダの古い教会とは異なり、ウェステルケルクは最初からプロテスタントの礼拝に合わせて作られた。設計者は画家トマス・デ・ケイセルの父で、この絵画の制作より20年ばかり前の1638年に完成したばかりであった。運河越しの視点を選ぶことによって、ファン・デル・ヘイデンは通りに沿った街並みの中に教会を位置づけている。さらに、街路樹の葉で左右の家々を隠し、画面の端を閉ざすことにより教会だけを際立たせている。

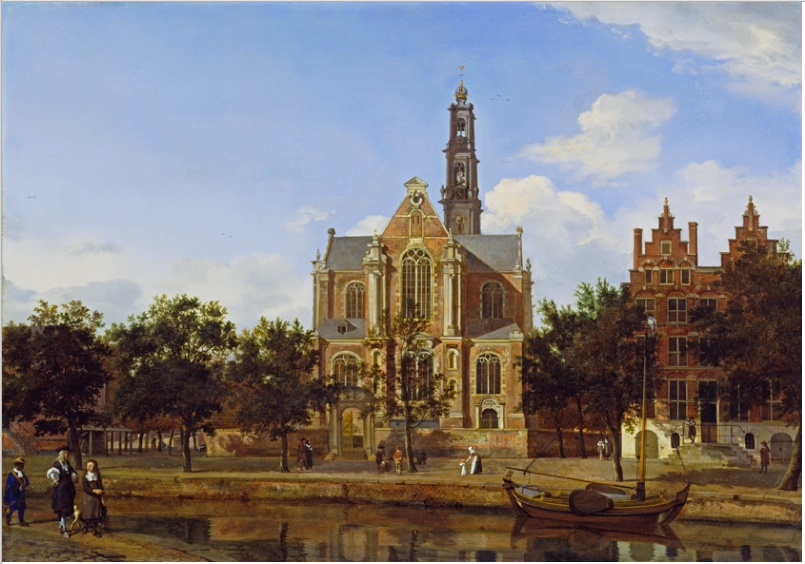
ヤン・ファン・デル・ヘイデン『アムステルダム、ウェステルケルクの眺め』 (1670年代)、ウォレス・コレクション、ロンドン

本作は、今日なら高解像度画像と考えられる17世紀の絵画の1つで、どんなに近くから見ても細部はけっしてぼやけない。作品はできうる限りリアルに見えるように制作されおり、緻密に仕上げられている表面には筆触の痕跡は見られない。個々の石畳は慎重に輪郭が施されている。若木を守る板囲いの上に貼られたポスターの文字までいくらか読めるくらいで、そのうちの1つは絵の売り立ての広告である。運河の水面に輝く光による事物の微かな揺らめきも見事に表現されている。明るい空の光は水面だけでなく、赤いレンガや黄色い敷石にも反射し、木々の葉をきらめかせ、情景全体に行きわたっている。
とはいえ、画家は1つの奇妙な誤りを犯している。人物像を注意深く見ると、それらには明らかに影が描かれているのに運河の水面には映っていないのである。2人の少女と柱におしっこをしている犬が教会の前にみえる。その柱は水面に映っているが、少女と犬は映っていない。右側のドアの前にいる女性についても同じことがいえる。ドアははっきりと水面に映っている一方、彼女は映っていない。さらに、白鳥も水面に影を落とすこともなく浮かんでいる。
これは、いったいどういうことなのであろうか。通常、この種の絵画では、人物像は全体の構図が決定した後に描き加えられる。この絵画の人物像を描いたのはファン・デル・ヘイデンの仲間の画家、あるいは工房の助手であったのかもしれないが、おそらくファン・デル・ヘイデン自身であったと思われる。いずれにしても、画家は人物像が水面に反映する様を単に描き忘れたのである。本作は重要な依頼による、画家の最大の作品の1つであり、その作品中のこうした怠りは非常な細部にこだわった画家としては驚くべきことである。作品は依頼主のウェステルケルクの役員に渡されたので、未完成のまま放置されたことはありそうもない。作品は、この教会の会議室に200年以上掛けられていた。なお、17世紀オランダ絵画の巨匠レンブラントは、1669年にウェステルケルクに埋葬されている。